# Marfusha
Marfusha (яп. 溶鉄のマルフーシャ Ё:тэцу но Маруфу:ся) — компьютерная игра в жанре шутера, разработанная японским независимым разработчиком hinyari9 (冷号九) и выпущенная на Windows 26 августа 2021 года. Позднее игра была потрирована компанией Playism для платформ PlayStation 4 и 5, Xbox One и Nintendo Switch. Сюжет рассказывает о девушке Марфуше, которая была срочно мобилизована государством для несения пограничной службы.

## Игровой процесс
Marfusha представляет собой шутер с элементами tower defense, где игрок управляет девушкой Марфушей, срочно призванной на военную службу диктаторским государством Казормия (англ. Kazormia, яп. カゾルミア Кадзорумиа) для охраны городских стен. В версии для ПК используется клавиатура для перемещения персонажа влево и вправо, а мышь — для прицеливания и стрельбы. Игрок должен уничтожить всех вторгшихся роботов и защитить городские ворота от разрушения противником. Натиск врага усиливается с каждым днём, игра проводит ежедневные расчёты и выплачивает игроку заработную плату в зависимости от состояния ворот.
По завершении каждой волны можно выбрать одно из трёх случайных улучшений из более чем 70 возможных вариантов. Они позволяют усилить оружие, повысить его скорострельность и урон, ускорить перезарядку, приобрести новое снаряжение или вспомогательные предметы, а также нанять напарницу. Всего можно нанять до семи девушек-бойцов, но сражаться вместе с Марфушей может только одна из них одновременно. Концовка зависит от выбранной напарницы и успехов в защите ворот.
Помимо сюжетного режима, в игре есть бесконечный режим испытаний, где можно сыграть за одного из нанимаемых персонажей.

## Персонажи
Имена всех персонажей отсылают к различным животным, побывавшим в космосе.
Марфуша (яп. マルフーシャ Маруфу:ся) — главная героиня. Работала в пекарне, но была призвана в армию из-за нехватки солдат. Ей приходится тяжко из-за коллег со сложными характерами, но она продолжает выполнять свою работу без лишних эмоций.
Снежинка (スネジンカ Сунэдзинка) — сводная младшая сестра Марфуши, искренне её любящая и переживающая за неё, ожидая возвращения. Её заветная мечта — однажды открыть пекарню вместе с сестрой.
Лайка (ライカ Райка) — прямолинейный и требовательный командир Марфуши из среднего руководящего состава. Строга как к себе, так и к окружающим. Трудолюбива, серьёзно относится к делу и выкладывается на полную. Каждое утро приходит раньше всех и приводит в порядок стол начальства.
Альбина (アリビナ Арибина) — талантливый боец, метко стреляет и успешно справляется с учебной подготовкой. Но ввиду её чрезмерной энергичности и слегка нарциссической натуры с ней может быть несколько сложно поладить. Обожает свои ярко-красные волосы.
Белка (ベルカ Бэрука) — заботливая по натуре, но часто ведёт себя резко и недружелюбно, отчего у неё очень мало друзей. Происходит из бедной семьи и вынуждена служить в армии, чтобы содержать братьев и сестёр.
Бион (ビオン Бион) — очень робкая и напоминает маленькое животное. Постоянные извинения стали её привычкой. Всегда старается угодить окружающим, внимательно наблюдая за их реакцией и беспрекословно выполняя любые указания. Её главная причина для переживаний — её низкий рост.
Стрелка (ストレルカ Суторэрука) — выдающаяся девушка, окончившая университет раньше срока, занимается изучением плесени. Она молчалива и плохо общается с людьми, потому очень рада редким разговорам с Марфушей.
Фелисетт (フェリセット Фэрисэтто) — сонная аристократка-снайпер, сокрушаящая врагов своей мощной винтовкой. Однако её лень не знает границ — она даже не утруждает себя повседневными бытовыми делами, и увидеть её уснувшей ещё на входе в казарму не редкость.
Энос (エノス Эносу) — молчаливая пулемётчица, постоянно пребывающая в состоянии задумчивости, словно отстранённая от реальности. Почти не ощущает боли, так что нередко ходит не замечая открытых ран, чем пугает окружающих. Единственное, что приносит ей счастье — это вечерние часы перед телевизором наедине с собой.

## Разработка и выпуск
hinyari9 работал иллюстратором и до создания Marfusha не имел опыта в разработке компьютерных игр. Вдохновлённый любимыми игровыми проектами, он давно хотел создать собственную игру, но отсутствие навыков программирования приводило к тому, что его попытки несколько раз заканчивались неудачей. В 2020 году из-за пандемии COVID-19 hinyari9 не мог выходить из дома, что дало ему достаточно времени для очередной попытки создания игры. Изначально план был простой — за три месяца сделать небольшой проект, попутно изучая игровой движок Unity, но на ранних этапах разработка шла хаотично, так как автор реализовывал любые идеи, которые приходили ему в голову, без чёткого плана, что привело к затратам времени впустую.
Игровой мир основан на серии иллюстраций, которые hinyari9 создавал с 2016 года, посвящённых теме железа и тепла. Помимо этого, разработчик вдохновлялся игрой Girls' Frontline, а образ главной героини Марфуши как дочери пекаря отсылает к предшественнику Girls' Frontline — Codename: Bakery Girl. В основу игрового мира легли элементы разных стран, включая японскую пропаганду времён Второй мировой войны. Игра умышленно содержит только в той или иной степени трагические концовки, что стало сознательным решением автора, желавшего побудить игроков к повторным прохождениям в поисках «хорошего» финала, а также создать запоминающееся эмоциональное впечатление.
hinyari9 тщательно прорабатывал динамику геймплея дизайн боёв, чтобы процесс прохождения не становился скучным. В игру были добавлены события, поддерживающие игровой ритм: уведомления о новых налогах, диалоги персонажей и сценки в общежитии между боями. Кроме того, для каждого оружия были разработаны уникальные звуковые эффекты, а в определённые моменты враги становятся слабее, позволяя игрокам почувствовать прогресс и усиление персонажа.
Первоначально автор считал, что игра выйдет незаметно, поэтому у него не было планов на продолжения. Однако после релиза Marfusha получила неожиданно повышенное внимание игроков, что вдохновило разработчика на создание сиквела, который продолжил бы историю первой части. Перенос на консоли также стал возможен благодаря поддержке Playism. Консольная версия получила вступительное анимированное видео от Тисэя Маэды (Chisey) и Tohru Mitsuhashi, а также новую заглавную песню от Kokia.
17 февраля 2021 года разработчик hinyari9 объявил в своём Твиттер-аккаунте, что Marfusha появится в Steam в первом квартале года с поддержкой японского, английского и упрощённого китайского языков. Позже дата выхода была перенесена на июнь того же года. В конечном итоге релиз состоялся 26 августа. 18 февраля 2022 года была добавлена поддержка корейского языка.
14 сентября 2022 года компания Playism объявила, что займётся выпуском игры на игровых консолях, и запланировала выход на PlayStation 4 и 5, Xbox One, Xbox Series X/S и Nintendo Switch в четвёртом квартале. Демоверсия для Switch была представлена на Tokyo Game Show 2022 в том же месяце. 28 марта 2023 года Playism опубликовали на YouTube трейлер игры, подтвердив её выпуск на консолях 6 апреля.

## Отзывы и критика
| Сводный рейтинг    | Сводный рейтинг |
| Агрегатор          | Оценка          |
| ------------------ | --------------- |
| Metacritic         | 68/100          |
| OpenCritic         | 71/100          |
| Иноязычные издания |                 |
| Издание            | Оценка          |
| Famitsu            | 30/40           |

Согласно агрегированным оценкам на Metacritic, отзывы журналистов о Marfusha были неоднозначными. После выхода в Steam игра получила достаточно положительные отзывы. Критик Game Spark Хибики Такамура даже порекомендовал её как обязательную покупку на зимней распродаже Steam 2022 года; 20 августа 2024 года разработчик hinyari9 сообщил о превышении продажами игры 200 000 копий.
Художественное оформление и дизайн игры получили положительные отзывы. Журналист IGN Japan Рюити Катаока похвалил её пиксельную графику за уникальный стиль и антиутопические мотивы в образах персонажей. Редактор Chester на UDN Game также похвалил проработанный дизайн и детализированных героинь, хотя счёл, что им не хватает дополнительного развития. Хибики Такамура подчеркнул, что у девушек есть яркая харизма и очарование, что оставлет сильное впечатление.
В плане игрового процесса четверо критиков из Famitsu отметили, что высокий темп делает игру захватывающей. Уваман подчеркнул, что случайные выборы добавляют элемент увлекательности, а Дзигоро Асида указал, что игра мотивирует искать разные концовки, но её механики недостаточно разнообразны.

## Продолжение
Сиквел игры под названием Snezhinka: Sentinel Girls 2 был выпущен в Steam 27 августа 2024 года. За первые пять дней продаж было продано более 50 000 копий.